# Николаос Н. Хасос
Николаос Н. Хасос (на гръцки: Νικόλαος Ν. Χάσος) е гръцки политик от влашки произход, кмет на Лерин.

## Биография
По произход е от влашкото леринско село Писодер. Влиза в Нова демокрация. Два мандата от 1979 до 1982 и от 1983 до 1986 година е кмет на Лерин и прави много за развитието на града. Умира на 5 април 2014 година.